# 七十二家房客 (滑稽戏)
《七十二家房客》是一個大型四幕滑稽戏，1958年由大公滑稽剧团创作首演。

## 主演
杨华生、绿杨、笑嘻嘻等。

## 簡介
一九四九年初春，上海某弄堂一幢石库门房子内，住着大饼摊的老山东、苏州老裁缝、洗衣作坊小宁波、小热昏杜福林、卖香烟的杨老头、小皮匠、舞女韩师母、金医生等“七十二家”房客。二房东和流氓炳根欺压房客，令众房客忿忿不满。二房东和炳根视小皮匠、杜福林、金医生为眼中钉，为赶他们搬场，“通路子”请“老头子”警察局王科长派人发难。警察“三六九”受命赶众房客搬场，乘机敲诈捞“横挡”（油水）。二房东与炳根又将十六岁的养女阿香许配给六十岁的警察局长。小皮匠和阿香最終在众房客的帮助下，终于双双冲出“牢笼”。